# Recopa de la Concacaf 1991
La Recopa de 1991 fue la primera edición de la Recopa de la Concacaf. El torneo comenzó el 9 de noviembre de 1991 y terminó el 19 de enero de 1992.
Fue ganada por el club salvadoreño Club Deportivo Atlético Marte, el sistema para definir al campeón en esta edición inaugural fue por medio de una cuadrangular final.

## Equipos participantes
| País                    | Equipo                                            | Vía de clasificación                       |
| ----------------------- | ------------------------------------------------- | ------------------------------------------ |
| El Salvador · 1 cupo    | Atlético Marte                                    | Campeón del Torneo de Copa 1990-91         |
| Guatemala · 1 cupo      | CSD Comunicaciones                                | Campeón del Torneo de Copa 1991            |
| México · 1 cupo         | CD Leones Negros de la Universidad de Guadalajara | Campeón de la Copa México 1990-91          |
| Haití 1 cupo            | Racing FC Gonaives                                | Subcampeón de la Copa de Haití 1989        |
| Costa Rica · 1 cupo     | Deportivo Saprissa                                | Desconocido                                |
| Estados Unidos 1 cupo   | Brooklyn Italians                                 | Campeón US Open Cup 1991                   |
| Guadalupe 1 cupo        | La Gauloise de Basse-Terre                        | Desconocido                                |
| Guayana Francesa 1 cupo | AS Javouhey Mana                                  | Campeón Copa de la Guyana Francesa 1991/92 |
| Nicaragua · 1 cupo      | Real Estelí FC                                    | Campeón Copa de Nicaragua 1991             |

## Zona Norteamericana
| 9 de noviembre de 1991 14:00 | Brooklyn Italians | 0:3 | Leones Negros UDG                                 | Mount Vernon’s Memorial Stadium, Nueva York            |                                                        |
|                              |                   |     | Hugo Aparecido 11' · Octavio Mora · Efrén Herrera | Asistencia: 2,500 espectadores Árbitro(s): Rex Osborne | Asistencia: 2,500 espectadores Árbitro(s): Rex Osborne |

| 20 de noviembre de 1991 | Leones Negros UDG                                        | 3:1 (2:0) (Global 6:1) | Brooklyn Italians | Estadio La Primavera, Zapopan |                            |
|                         | Eduardo Chagas 22' · Carlos Faría 29' · Octavio Mora 75' |                        | Mueller 50'       | Árbitro(s): Robert Sawtell    | Árbitro(s): Robert Sawtell |

## Zona del Caribe

### Primera ronda
| Equipo Local Ida | Resultado | Equipo Visitante Ida | Ida   | Vuelta |
| ---------------- | --------- | -------------------- | ----- | ------ |
| Javouhey Mana    | 0 - 4     | Racing Gônaïves      | 0 - 1 | 0 - 3  |

### Segunda ronda
| Equipo Local Ida           | Resultado | Equipo Visitante Ida | Ida   | Vuelta |
| -------------------------- | --------- | -------------------- | ----- | ------ |
| La Gauloise de Basse-Terre | 3 - 5     | Racing Gônaïves      | 2 - 2 | 1 - 3  |

## Zona Centroamericana
Jugado en Ciudad de Guatemala, Guatemala.
| 8 de diciembre de 1991 | Comunicaciones   | 1:1 (1:0) | Atlético Marte   | Estadio Mateo Flores, Ciudad de Guatemala |  |
|                        | Marcelo Bauza 8' |           | Oscar Albizu 73' |                                           |  |

| 8 de diciembre de 1991 | Saprissa | 8:1 (6:0) | Real Estelí       | Estadio Mateo Flores, Ciudad de Guatemala |  |
|                        | Didiers Morales 17' 36' · Luis Herra 10' · Enrique Díaz 16' · Eddy Picado 30' · Gilberto Rohen 44' · Evaristo Coronado 60' · Luis Díaz 62' (a.g.) |           | Silvio Cortez 77' |                                           |  |

| 11 de diciembre de 1991 | Comunicaciones | 15:0 (9:0) | Real Estelí | Estadio Mateo Flores, Ciudad de Guatemala |  |
|                         | Marcelo Bauza · Raúl Chacón · Dionel Bordón · Jorge Aníbal Vargas · Oscar Hernández Girón · Jorge Pérez · Edgar Arriaza |            |             |                                           |  |

| 11 de diciembre de 1991 | Atlético Marte | 1:0 (0:0) | Saprissa | Estadio Mateo Flores, Ciudad de Guatemala |  |
|                         | Cardoso        |           |          |                                           |  |

| 15 de diciembre de 1991 | Real Estelí | 0:3 (0:2) | Atlético Marte                        | Estadio Mateo Flores, Ciudad de Guatemala |  |
|                         |             |           | Oscar Albizu 4' 59' · René Toledo 40' |                                           |  |

| 15 de diciembre de 1991 | Saprissa                      | 3:3 (1:2) | Comunicaciones                                                    | Estadio Mateo Flores, Ciudad de Guatemala |                            |
|                         | Evaristo Coronado 17' 77' 83' | Reporte   | Leonel Contreras 37' · Raúl Chacón 45' · Marcelo Bauza 52' (pen.) | Árbitro(s): Gonzalo Tejada                | Árbitro(s): Gonzalo Tejada |

### Clasificación
| Equipo         | PJ | PG | PE | PP | GF | GC | Dif. | Pts. |
| -------------- | -- | -- | -- | -- | -- | -- | ---- | ---- |
| Atlético Marte | 3  | 2  | 1  | 0  | 5  | 1  | +4   | 5    |
| Comunicaciones | 3  | 1  | 2  | 0  | 19 | 4  | +15  | 4    |
| Saprissa       | 3  | 1  | 1  | 1  | 11 | 5  | +6   | 3    |
| Real Estelí    | 3  | 0  | 0  | 3  | 1  | 26 | -25  | 0    |

## Ronda final
Jugado en Ciudad de Guatemala, Guatemala.
| 15 de enero de 1992 | Comunicaciones      | 1:1 (1:1) | Racing Gônaïves | Estadio Mateo Flores, Ciudad de Guatemala |  |
|                     | Jorge Aníbal Vargas |           | Daniel Daclinat |                                           |  |

| 15 de enero de 1992 | Atlético Marte  | 1:0 (1:0) | Leones Negros UDG | Estadio Mateo Flores, Ciudad de Guatemala |  |
|                     | Erick Veliz 42' |           |                   |                                           |  |

| 17 de enero de 1992 | Comunicaciones | 0:0 | Leones Negros UDG | Estadio Mateo Flores, Ciudad de Guatemala |  |

| 17 de enero de 1992 | Racing Gônaïves | 1:4 (0:1) | Atlético Marte | Estadio Mateo Flores, Ciudad de Guatemala |  |

| 19 de enero de 1992 | Leones Negros UDG                             | 2:1 (2:0) | Racing Gônaïves    | Estadio Mateo Flores, Ciudad de Guatemala |  |
|                     | José Alberto Mariscal 15' · Efrén Herrera 37' |           | Pierry Absolon 60' |                                           |  |

| 19 de enero de 1992 | Atlético Marte | 0:1 (0:1) | Comunicaciones    | Estadio Mateo Flores, Ciudad de Guatemala |  |
|                     |                |           | Edgar Arriaza 40' |                                           |  |

### Clasificación
| Equipo          | PJ | PG | PE | PP | GF | GC | Dif. | Pts. |
| --------------- | -- | -- | -- | -- | -- | -- | ---- | ---- |
| Atlético Marte  | 3  | 2  | 0  | 1  | 5  | 2  | +3   | 4    |
| Comunicaciones  | 3  | 1  | 2  | 0  | 2  | 1  | +1   | 4    |
| Leones Negros   | 3  | 1  | 1  | 1  | 2  | 2  | 0    | 3    |
| Racing Gônaïves | 3  | 0  | 1  | 2  | 3  | 7  | -4   | 1    |

| Bandera de El Salvador           |
| Campeón Atlético Marte 1° título |